# دختر پوستری (آلبوم)
دختر پوستری (به انگلیسی: Poster Girl) سومین آلبوم استودیویی از خوانندهٔ سوئدی زارا لارسن می‌باشد که در ۵ مارس سال ۲۰۲۱ از سوی تن موزیک گروپ و اپیک رکوردز به‌صورت بین‌المللی منتشر گردید. جلسات ضبط این آلبوم در سال ۲۰۱۸ آغاز شد و در دوران همه‌گیری کووید-۱۹ ادامه یافت. نسخهٔ دیلاکس این آلبوم با زیرعنوان نسخهٔ تابستانی در ۲۱ مهٔ سال ۲۰۲۱ منتشر شد که حاوی شش ترانهٔ اضافی است.
این آلبوم از لحاظ تجاری در جدول آلبوم‌های سوئد در رتبهٔ سوم، در جدول آلبوم‌های بریتانیا در رتبهٔ دوازدهم، و در چندین کشور دیگر در میان بیست آلبوم برتر قرار گرفت. لارسن در نوامبر سال ۲۰۲۱ به‌منظور تبلیغ از این آلبوم، تور دختر پوستری را آغاز نمود.